# أرسين هاروتيونيان
أرسين هاروتيونيان (مواليد 22 نوفمبر 1999) هو لاعب مصارعة حرة أرميني، حصل على الميدالية البرونزية في وزن 61 كج في بطولة العالم 2021.

## وصلات خارجية
- أرسين هاروتيونيان على موقع قاعدة بيانات المصارعة الدولية (الإنجليزية)
- أرسين هاروتيونيان على موقع اللجنة الأولمبية الدولية (الإنجليزية)
- أرسين هاروتيونيان على موقع أوليمبيديا (الإنجليزية)